# David Dimbleby
David Dimbleby (né le 28 octobre 1938) est un journaliste britannique et ancien présentateur d'actualités et de programmes politiques, surtout connu pour avoir présenté le programme de débat d'actualité de la BBC, Question Time. Il est le fils du radiodiffuseur Richard Dimbleby et le frère aîné de Jonathan Dimbleby (en), de la famille Dimbleby . Longtemps impliqué dans la couverture d'événements nationaux, Dimbleby anime la couverture de BBC Election Night de 1979 à 2017, ainsi que les élections présidentielles américaines sur la BBC jusqu'en 2016. Il a également présenté et narré des séries documentaires sur l'architecture et l'histoire.

## Biographie

### Jeunesse
Dimbleby est né à Surrey fils du journaliste et correspondant de guerre de la Seconde Guerre mondiale Richard Dimbleby, par son mariage avec Dilys Thomas, originaire du Pays de Galles. Son frère cadet est Jonathan Dimbleby (en), également présentateur d'actualités télévisées. David Dimbleby a fait ses études dans deux écoles indépendantes, la Glengorse School à Battle, Sussex de l'Est et Charterhouse à Godalming, dans le Surrey, où il est un contemporain du journaliste Adam Raphael (en) . Les deux jeunes Dimbleby font tous deux fait leurs débuts à la télévision dans les années 1950 dans le premier programme de vacances de la BBC Passport, à une époque où toute la famille visitait des stations balnéaires en Suisse ou en Bretagne. Un programme de vacances pour les comtés d'origine, intitulé No Passport, est également diffusé.
Après avoir appris le français à Paris et l'italien à Pérouse, Dimbleby étudie la philosophie, la politique et l'économie à Christ Church, Oxford et obtient un diplôme de troisième classe. Pendant son séjour à Oxford, il est président de la Junior Common Room (en) de Christ Church, membre du Bullingdon Club - une société estudiantine exclusive de restauration et de consommation d'alcool - et également rédacteur en chef du magazine étudiant Isis (en).

### Début de carrière
Dimbleby rejoint la BBC en tant que journaliste d'information à Bristol dans les années 1960 et apparait dans des programmes d'information depuis 1962, co-présentant très tôt la version télévisée du quiz scolaire Top of the Form (en), et est journaliste sur la couverture par la BBC des élections générales de 1964 avec son père comme correspondant. Ce dernier décédera l'année suivante.
Le 24 juillet 1967, Dimbleby est l'un des soixante-dix signataires d'une publicité dans le Times prônant la dépénalisation de la consommation du cannabis, qui est écrite par le militant Stephen Abrams (en),. Un incident en 1969 conduit Dimbleby, alors indépendant, à être appelé par le directeur de la télévision de la BBC. Lors de la visite du président américain Richard Nixon au Royaume-Uni, une remarque faite par Dimbleby aux chefs de gouvernement britannique et américain « à coût élevé »  des secrétaires de presse « dont le travail consiste à dissimuler la vérité » reçoit beaucoup d'attention de la part de presse britannique.
Il s'implique dans un certain nombre de projets qui combinent son rôle établi de présentateur et d'intervieweur avec la réalisation de documentaires. Un premier exemple est Yesterday's Men (en) (1971), un film qui, selon la BBC, a « ridiculisé » l'opposition Parti travailliste et conduit à un conflit majeur entre la Corporation et le Parti travailliste ; Dimbleby fait retirer son nom des crédits en raison des concessions qui ont été faites. En 1974, il devient le présentateur de Panorama, qui avait été présenté par son père.
Dimbleby est rattaché à la couverture nocturne de la BBC des élections générales de 1979 et continue de l'être pour les dix élections générales suivantes,. En plus de la couverture électorale, il anime également des émissions spéciale de la BBC sur le budget du Royaume-Uni et présente Nationwide la série d'actualités en début de soirée de la BBC. Au cours de la même période (à partir de 1979), Dimbleby est également rattaché au programmes de résultats des élections européennes de la BBC et, en 2008 et 2012, à la couverture par la BBC de la soirée électorale américaine.
Dimbleby est le présentateur principal de la série politique de la BBC This Week Next Week (1984-1988), diffusée le dimanche en début d'après-midi, faisant concurrence à Weekend World (en) sur ITV. Dès 1987, il candidate au poste de directeur général de la BBC (perdant face à Michael Checkland). This Week Next Week est remplacé en 1988 par On the Record (en), une série politique présentée jusqu'en 1993 par son frère cadet, Jonathan Dimbleby. Pendant ce temps, il continue de travailler pour des documentaires, dont The White Tribe of Africa (1979), une histoire primée en quatre parties sur la communauté afrikaans d'Afrique du Sud et la montée de l'apartheid, An Ocean Apart (en) (1988), un examen de l'histoire des relations anglo-américaines, et Rebellion! (1999), une histoire des relations troubles de la Grande-Bretagne avec le Zimbabwe.
À cette époque, Dimbleby devient le point d'ancrage de la couverture par la BBC d'événements d'importance nationale, tels que l'ouverture du Parlement par l'État, le Trooping the Colour, le service national du souvenir au Cénotaphe de Whitehall.

### À partir de 1994
Dimbleby est président du programme de débat thématique de la BBC le jeudi soir, Question Time, de 1994 à 2018. L'un des moments les plus mémorables de l'Question Time est lorsque Dimbleby qualifie accidentellement Robin Cook « Robin Cock », auquel Cook répondera en plaisantant à Dimbleby avec « David Bumblebee ».
En 1999, il ouvre 2000 Today, la couverture par la BBC des célébrations du millénaire, depuis Greenwich, en Angleterre. Il commente les funérailles de Diana, princesse de Galles en 1997, la reine mère d'Elizabeth en 2002, et l'ancien premier ministre Margaret Thatcher en 2013  ainsi que la visite d'État du président américain George W. Bush. au Royaume-Uni en 2003. En 2002, Dimbleby couvre le jubilé d'or de la reine Elizabeth II. Un profil par Ben Summerskill (en) pour The Observer en 2001 cite un ancien ministre du Cabinet anonyme qui avait observé la carrière de Dimbleby pendant de nombreuses décennies : « Je soupçonne qu'il a une vision presque médiévale, que la reine gouverne par le Parlement... Il y a quelques querelles parmi les sujets - sur lesquelles il préside très habilement - mais elles ont très peu à voir avec ce qu'est vraiment la Grande-Bretagne."  Dimbleby, cependant, a lui-même critiqué ce qu'il considère comme des éléments archaïques de la cérémonie d'ouverture du Parlement du Royaume-Uni.
Depuis 1984, David Dimbleby est président du Dimbleby Newspaper Group, anciens éditeurs de journaux tels que Richmond and Twickenham Times (en). Le groupe est acquis en 2001 par Newsquest (en) pour un montant de 12 000 000 £.
Des rapports en 2004 explique que Dimbleby est présélectionné pour le directeur général de la BBC. Cependant, le poste est finalement attribué à Michael Grade. Dimbleby est candidat à la présidence dans la période tumultueuse de la société après 2001, qui est donné à Gavyn Davies (en). Il est plutôt resté, selon Mark Duguid pour le site Web screenonline du British Film Institute, mieux connu pour son « sérieux, son intégrité journalistique et son professionnalisme consommé » et comme « un modèle d'impartialité » tant que narrateur et modérateur de la politique britannique.
En 2005, il anime une série de BBC One, A Picture of Britain (en), célébrant les peintures, la poésie, la musique et les paysages britanniques et irlandais. En juin 2007, il écrit et présente une suite, la série de la BBC, How We Built Britain (en), dans laquelle il explore l'histoire de l'architecture britannique en visitant chaque semaine une région de Grande-Bretagne et ses bâtiments historiques. David Dimbleby présente également une nouvelle série sur BBC One, Seven Ages of Britain (en) . Dans les premières éditions du programme, il s'intéresse à la Tapisserie de Bayeux et aux expositions à faire avec Thomas Becket.
Le 12 novembre 2009, Dimbleby rate sa première Question Time en plus de quinze ans, après avoir été transporté à l'hôpital par précaution à la suite d'un incident avec un bœuf d'élevage dans sa ferme du Sussex.
Dimbleby présente le troisième des trois débats électoraux télévisés mettant en vedette les chefs des trois principaux partis politiques organisés dans la perspective des élections générales de 2010. Le soir des élections générales de 2010, Dimbleby anime la couverture de la BBC, avec Jeremy Vine (en), Jeremy Paxman, Nick Robinson (en) et Emily Maitlis. Présentant depuis Television Centre (en) Studio 1, il est présentateur et implique des contributions de commentaires, des interviews d'invités et la présentation d'émissions extérieures en direct. En 2013, Dimbleby présente Britain and the Sea (en) et un an plus tard, il présente The European Union: In or Out (en) . En 2015, Dimbleby accueille le premier débat des élections générales de la BBC, malgré le fait que ni le Premier ministre David Cameron ni le vice-Premier ministre Nick Clegg n'y aient participé.
Dimbleby présente l'émission des résultats du référendum sur l'appartenance du Royaume-Uni à l'Union européenne sur BBC One, BBC News et BBC World News pendant la nuit du 23 au 24 juin 2016, nuit pendant laquelle le Royaume-Uni est devenu le premier et le seul pays à voter pour quitter l'Union européenne ; dans lequel il annonce lorsque la BBC a publié ses prévisions une victoire de Vote Leave à 4 h 40 BST :
Le 20 avril 2017, la BBC annonce que Dimbleby couvrira les élections générales de 2017, bien qu'elle ait annoncé que les élections générales de 2015 seraient ses dernières.
Le 17 juin 2018, la BBC a annoncé que Dimbleby quitterait Question Time après 25 ans à la fin de la même année. Le 7 décembre 2018, la BBC annoncé que c'est Fiona Bruce qui reprendra la présentation du programme à partir de janvier 2019.
En octobre 2020, Dimbleby déclare qu'il envisageait à nouveau de briguer le poste de directeur général de la BBC.

### Famille et distinctions
Bien que les frères aient présenté une couverture électorale sur des chaînes concurrentes, lorsqu'on leur demande dans une interview sur les plans de son concurrent ITV d'inclure une fête fluviale avec Kevin Spacey et Richard Branson dans leur émission électorale de 2005, Dimbleby commente : « Ils ont Jonathan Dimbleby, pourquoi ont-ils besoin de Kevin Spacey ? »
Dimbleby a trois enfants de sa première femme, Josceline Dimbleby (en), écrivain culinaire : Liza, une artiste ; Henry, chef et cofondateur de la chaîne de restauration rapide Léon ; et Kate, une chanteuse de jazz et de folk. Henry a eu une brève carrière à la télévision dans une adaptation télévisée de la BBC en 1984 des romans pour enfants Coot Club (en) et The Big Six (en) d'Arthur Ransome ; Hirondelles et amazones pour toujours ! (en) .[réf. nécessaire]
En 2000, Dimbleby épouse Belinda Giles, petite-fille de Herbrand Sackville, 9e comte De La Warr[réf. nécessaire] avec qui il a un fils, Fred en février 1998,,. Dimbleby vit à Polegate, Sussex de l'Est avec une résidence secondaire à Dartmouth, Devon. Il est un supporter du Tranmere Rovers Football Club,.
Il obtient un diplôme honorifique de l'Université de l'Essex en 2005, et est le président de l'Institute for Citizenship (en). Il est l'un des mécènes actuels de St Wilfrid's Hospice, Eastbourne, Sussex de l'Est.
En 2019, Dimbleby reçoit le Special Recognition Award pour ses services aux nouvelles et aux affaires courantes aux National Television Awards à Londres.